# 半月板
半月板（英語：meniscus）或关节半月板（articular meniscus）為关节内的半月形或新月形纖維軟骨。相對於關節盤，半月板只會部分分隔滑液關節的關節腔。在人類，半月板存在於膝關節、腕關節、肩鎖關節、胸鎖關節、顳顎關節；在其他動物，半月板可存在於其他關節。半月板連接在關節囊上，有助於減少骨塊間的摩擦。膝半月板在激烈的活動中可能會受傷，有時必須切除以防止關節卡住。
若未特别指明，「半月板」或半月軟骨通常指膝關節的軟骨組織，即內側半月板或外側半月板，它们是平贴于胫骨内侧及外侧髁关节面上的一对略呈半月形的纤维软骨，两端借韧带附着于胫骨髁间隆起，内侧半月板呈“C”形，外侧半月板近似“O”形，两者前端借膝横韧带相连。當受到張力和扭力時，半月軟骨提供膝關節結構的穩定性且起缓冲作用。但当膝关节由屈曲旋转位突然做迅速伸直时，因半月板未能立即复位而受到股骨髁的压迫，可引起内、外侧半月板损伤。
半月板一詞源自古希臘語單字（meniskos），意思是「新月形」。

## 結構
膝關節內外半月板是由纖維軟骨組織構成的兩個墊，可分散膝關節內小腿脛骨和大腿股骨之間的摩擦力。半月板頂部向下凹陷，底部平坦並包覆脛骨關節面。半月板附著於脛骨的髁間小窩。半月板的血液供應是由外圍流向半月板中央，血流量隨著年紀增加而減少，成年後半月板中央區域沒有血流，因此自我修復能力非常低。

## 功能
半月板可分散身體的重量並減少運動過程產生的摩擦。膝關節屈伸時股骨髁和脛骨髁之間著力點會改變，過程中半月板可分散體重的負擔。半月板不同於由骨組織構成的種子骨，後者的功能主要是保護附近的肌腱並增強其機械作用。

## 臨床意義

### 損傷

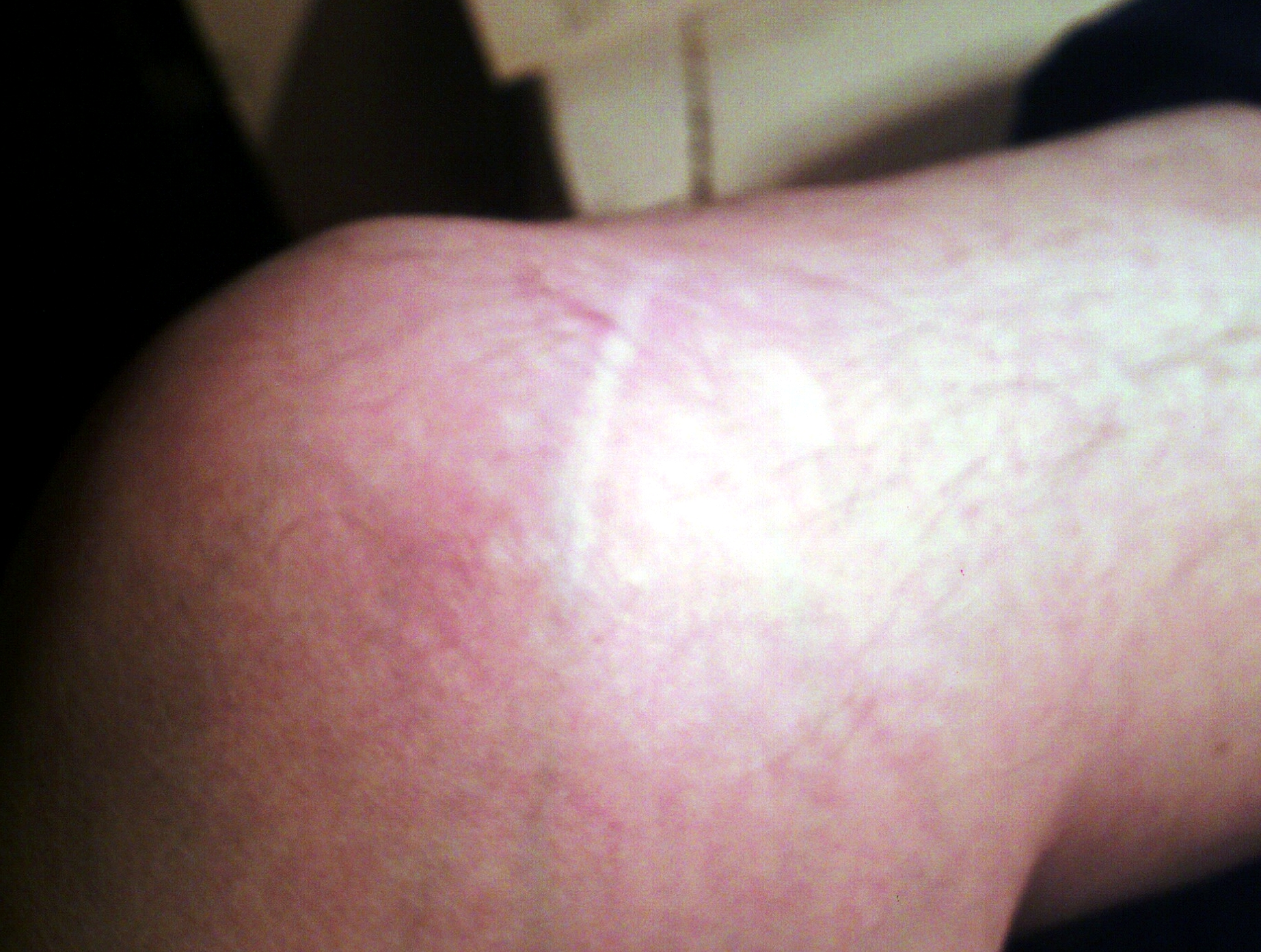
左膝半月板部分切除術的手術疤痕，攝於1980年。現代的手術傷口較小。

在體育和骨科學領域提及「軟骨撕裂」，實際上可能是指半月板損傷。半月板損傷一般有兩種類型：創傷或運動傷害造成的急性撕裂傷，以及慢性或磨損型的撕裂傷。急性撕裂傷有多種不同的形狀（垂直、水平、放射狀、斜向、複合形）和大小。由於半月板損傷很少自行康復，因此常會依病患年齡考量手術修復治療。慢性撕裂傷的症狀治療為物理治療或合併注射治療和消炎藥。如果撕裂傷引起持續的疼痛、腫脹、膝功能障礙，可利用手術切除或修復。惱人三重傷是一種常見的膝關節合併損傷，其中包括內側半月板損傷。

### 保守治療
對於較小或慢性而不必手術修復的撕裂傷，通常會先採用保守治療，包括日常活動的改變或增強肌力和增加關節活動度的物理治療。

### 手術治療
一般常見的半月板手術有兩種，依照撕裂傷的類型和位置、病患的年齡、醫師的偏好，通常可以修復或切除受傷的半月板。半月板切除術可以是部分或完全切除。修復或切除各有其優點和缺點。許多研究顯示，因為半月板有其特有的功能，醫師會儘可能嘗試採取修復的方式。但因為半月板的血液供應較差，因此可能不容易癒合。傳統上認為如果沒有機會治癒，最好能移除受損且無功能的半月板，儘管至少一項研究認為進行半月板切除術的意義不大。然而如果不進行手術，可能無法恢復較高強度的活動，因為撕裂的半月板在關節腔內可成為障礙物，導致膝關節卡住。此外，自体移植物重建、同种异体半月板移植、人工半月板移植物已应用于临床治疗并不断改进中，其疗效有待长期观察。
2017年臨床醫學指南強烈建議絕大多數退化性膝關節疾病的病患不要採用手術治療。

## 字源學
半月板一詞源自希臘語「μηνίσκος」（meniskos），意思是「新月形」。這個詞通常用於表示彎曲的東西，例如項鍊或戰列線。

## 圖集

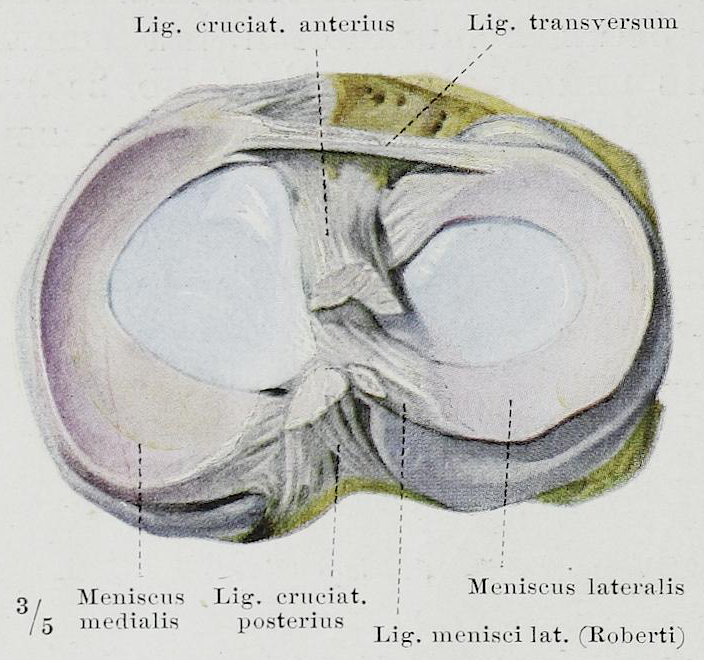
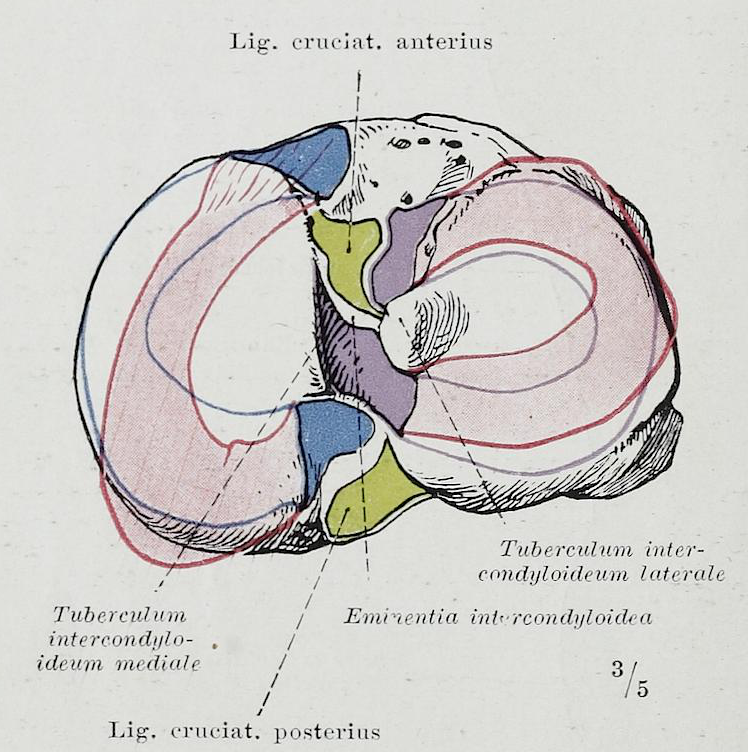